# Такија (капа)
Такија (арапски: طاقية) или аракчин (персијски: عرقچین) је кратка, заобљена капа. Често се носи у верске сврхе; на пример, муслимани верују да је исламски пророк Мухамед некад држао главу покривеном, па га је учинио мустехабом (тј. похвално је покрити главу како би се угледали на њега). Муслимани их често носе током пет дневних намаза.
Када се носи сама, такија може бити било које боје. Међутим, посебно у арапским земљама, када се носе под марамом кефијом, држе се у традиционалној белој боји. Неки муслимани омотавају турбан око капе, што се на арапском језику назива ʿимамах, што често раде шиитски и сунитски муслимани. У Сједињеним Државама и Британији такије се обично називају „куфији“.
Топи је врста капе такије која се носи у Индији, Бангладешу, Пакистану и другим регионима јужне Азије. Много различитих врста топи капа укључује капу Синди, која се носи у Синду, и топиће за хеклање који се често носе на муслиманским молитвама.
Капа топи се често носи са салвар камезом, који је национална ношња Авганистана и Пакистана.